# Comté de l'Ötztal
 (décembre 2015).
Si vous disposez d'ouvrages ou d'articles de référence ou si vous connaissez des sites web de qualité traitant du thème abordé ici, merci de compléter l'article en donnant les références utiles à sa vérifiabilité et en les liant à la section « Notes et références ».
1279–1790
Entités précédentes :
- Comté du Tyrol

Entités suivantes :
- Tyrol

Le Comté de l'Ötztal (en allemand : Graf von Ötztal) est une seigneurie autrichienne ayant existé de 1279 à 1790. C'était une monarchie régionale vassale du Comté de Tyrol.

## Histoire
Le comté fut créé en 1279 par le comte Meinhard II de Tyrol, qui donna à la famille de Montalbant un fief pour sa loyauté envers les comtes de Tyrol depuis de longues générations.
Le premier comte de l'Ötztal fut Frédéric de Montalban de 1279 à 1282, date de son décès. Il fit développer commercialement le comté, situé sur le territoire de l'actuelle vallée de l'Ötztal qui était alors une grande route commerciale entre le nord et le sud de l'Europe. 
La résidence des comtes de l'Ötztal était le château de Petersberg à partir de 1298. Le château est situé à l'entrée de la vallée dans l'actuelle ville de Silz.
Le comté exista jusqu'en 1790, date à laquelle il est supprimé (à la suite de la mort du dernier membre de la famille de Montalbant mort sans héritier), et la vallée de l'Ötztal intégrée dans le tout nouveau land du Tyrol.